# Marshal Ney
Die HMS Marshal Ney war ein britischer Monitor der nach ihr benannten Marshal-Ney-Klasse, die im Jahr 1915 vom Stapel lief. Sie war der erste Monitor der Royal Navy, der – wie die damals modernsten Schlachtschiffe – mit 15-inch/381-mm-Geschützen bewaffnet wurde.
Dazu war sie das erste größere Schiff der Navy mit Dieselmotoren. Die Motoren waren für Handelsschiffe vorgesehen und sollten von der Royal Navy als Antrieb zweier kleiner Tanker erprobt werden. Die Motoren gaben aber dem Monitor nur eine unzureichende Maschinenleistung. Bei starkem Gegenwind war der Monitor daher nicht einsetzbar und für die geplanten Einsätze nicht sehr geeignet. 1916 wurde das Schiff daher umbewaffnet und bei Ende des Ersten Weltkriegs in die Reserveflotte der Royal Navy versetzt. 1920 wurde die Bewaffnung entfernt und der ehemalige Monitor nur noch als Lagerschiff genutzt. Dabei wurde es 1922 in Vivid, 1934 in Drake und 1947 in Alaunia II umbenannt. Am 6. Oktober 1957 traf das Schiff in Milford Haven ein, wo der Abbruch der ehemaligen Marshal Ney erfolgte.

## Geschichte des Schiffes
Als die beiden Monitore der Marshal-Ney-Klasse begonnen wurden, waren über 30 Monitore verschiedener Klassen im Bau oder schon fertig gestellt. Der First Sea Lord Lord Fisher und der First Lord of the Admiralty (Marineminister), Winston Churchill, glaubten, die Änderungen des Bauprogramms für schwere Einheiten, wie der Bau der Schlachtkreuzer Renown und Repulse stelle zwei moderne 15-inch-(388-mm)-Türme frei, die man zur Bewaffnung zweier neuer Monitore nutzen könne, deren Bau als Monitore M 13 und M 14 begonnen wurde. Benannt wurde sie schließlich als erste britische Kriegsschiffe nach den napoleonischen Marschällen Michel Ney (1769–1815) und Nicolas Jean de Dieu Soult (1769–1851).
Beide Monitore wurden bei Palmers in Jarrow in Auftrag gegeben; auf dieser Werft war am 14. Januar 1915 das Schlachtschiff Resolution (BNr. 838) vom Stapel gelaufen und zuvor schon der Auftrag für ein weiteres Schiff der Klasse an John Brown übertragen worden, um daraus den Schlachtkreuzer Repulse zu bauen. Palmers verfügte dadurch über zwei große freie Bauplätze.
Die Werft hatte Anfang Januar 1915 schon den Auftrag für einen Monitor der Lord-Clive-Klasse mit der General Wolfe (BNr. 858) erhalten, deren Bau zeitgleich mit dem neuen Auftrag (BNr. 859 f.), aber auf der 1912 übernommenen ehemaligen Stevenson-Werft in Hebburn, etwas weiter Tyne aufwärts, erfolgte.
Als Antriebsmaschinen erhielten die beiden neuen Monitore der Marshall-Ney-Klasse erstmals in der Navy Verbrennungsmotoren. Dadurch benötigten die beiden Schiffe keine Kesselräume und keine großen Schornsteine. Die Motoren sollten ursprünglich kleine Tanker antreiben, waren aber nicht sehr geeignet für den Antrieb so schwerer Einheiten. Statt der erwarteten knapp 10 kn erreichten die beiden Schiffe nur 6 kn bei ruhiger See. Bei ungünstigen Wind- oder Seeverhältnissen waren sie – wie die meisten neuen Monitore – kaum bewegungsfähig und kaum steuerbar; bei starkem Gegenwind waren sie nicht einsetzbar.
Der Turm der schweren Artillerie stand auf einer mehrseitigen Barbette aus geraden Panzerplatten, um die Bauzeit der beiden Einheiten zu verkürzen. Zusätzlich verfügte die Marshal Ney über 3-inch-(76-mm)-Kanonen zur Abwehr von Flugzeugen.

### Einsätze und Umbauten
Nach ihrer Indienststellung wurde die Marshal Ney der Dover Patrol zugeteilt, wo neben vielen anderen Monitoren dann auch ab November 1915 ihr Schwesterschiff HMS Marshal Soult zum Einsatz kam.
Die Testfahrten auf See und die ersten Einsätze vor der belgischen Küste fielen wenig überzeugend aus. Deshalb wurde beschlossen, den Turm mit den 15-inch-Geschützen wieder zu entfernen und auf einem der beiden noch entstehenden Monitore einzubauen. Der Ausbau erfolgte im Januar 1916 auf der Armstrong-Werft in Elswick im Januar 1916, wo der Turm modifiziert wurde, um künftig mit größerer Überhöhung schießen zu können.
Marshal Ney erhielt ein einzelnes 9,2-inch-(234-mm)-Geschütz und vier 6-inch-(152-mm)-Geschütze, die alle zuvor auf der Terrible genutzt wurden. Während einer weiteren Überholung um den Jahreswechsel 1916/17 wurde das 234-mm-Geschütz wieder entfernt, um künftig an Land an der Front in Frankreich eingesetzt zu werden. Als Ersatz wurden zwei weitere 6-inch-Geschütze installiert, die diesmal von dem abgerüsteten Linienschiff Hibernia stammten.
Nach diesem erneuten Umbau diente die Ney als stationäres Wachschiff in den Downs. Dabei war sie im April 1917 an der Abwehr eines Angriffs deutscher Torpedoboote auf Ramsgate beteiligt.
1919 wurde die Marshal Ney als Wachschiff in Queenborough eingesetzt. 1920 erfolgte die totale Entwaffnung des Schiffes, um künftig als stationäres Hilfsschiff bei Fort Blockhouse in Gosport (Hampshire) zu dienen. Im Juli 1922 in Vivid umbenannt, diente das Schiff als Wohnschiff für Heizer im Übungsbereich der Marinebasis in Devonport, wo das Schiff dann bis 1957 verbleiben sollte. Es wurde dort allerdings im Januar 1934 noch in Drake als Flaggschiff des Befehlshabers Devonport und 1947 noch in Alaunia II umbenannt.
Am 6. Oktober 1957 trafen die Reste des ehemaligen Monitors bei der Abbruchfirma T. W. Ward in Milford Haven ein, um endgültig verschrottet zu werden.

### Die bei Palmers gebauten Monitore
| HMS                | Werft                   | Baubeginn | Stapellauf | in Dienst  | Schicksal                                      |
| ------------------ | ----------------------- | --------- | ---------- | ---------- | ---------------------------------------------- |
| M 12 General Wolfe | Palmers, Hebburn BN°858 | 01/1915   | 09.09.1915 | 27.10.1915 | 1920 abgerüstet, 1923 Abbruch in Hayle         |
| M 13 Marshal Ney   | Palmers, Jarrow BN°859  | 01/1915   | 17.06.1915 | 31.08.1915 | 1920 abgerüstet, 1957 Abbruch in Milford Haven |
| M 14 Marshal Soult | Palmers, Jarrow BN°860  | 02/1915   | 24.08.1915 | 02.11.1915 | 1940 abgerüstet, 1946 Abbruch in Troon         |

## Das SchwesterschiffMarshal Soult
Der ebenfalls bei Palmers gebaute Monitor Marshal Soult entsprach weitgehend dem Schwesterschiff Marshal Ney. Auch die Soult wurde von zwei Motoren angetrieben, allerdings der Bauart Bolinders. Diese Motoren machten etwas weniger Probleme als die des Schwesterschiffs. Vermutlich war dieser Typ den Besatzungen vertrauter, da er – mit geringerer Leistung – auf vielen Loggern schon seit Jahren eingesetzt wurde.

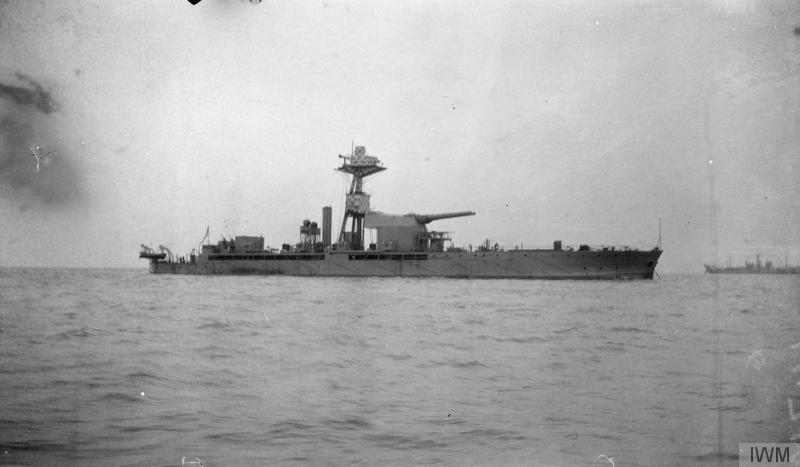
Die Marshal Soult 1918

Im Oktober 1918 wurden die beiden 152-mm-Kanonen wieder entfernt, acht 102-mm-L/44-BL-Mk-IX-Kanonen und zwei 40 mm L/39 2pdr QF Mk II neu aufgestellt und der Schornstein etwas verlängert. Der Monitor wurde der Artillerieschule HMS Excellent in Portsmouth zugeteilt und schon im März 1919 mit ähnlichen Aufgaben nach Devonport verlegt und dort im März 1921 außer Dienst gestellt. Seit 1924 erneut im Dienst kam der Monitor im April 1926 nach Chatham als stationäres Trainingsschiff.

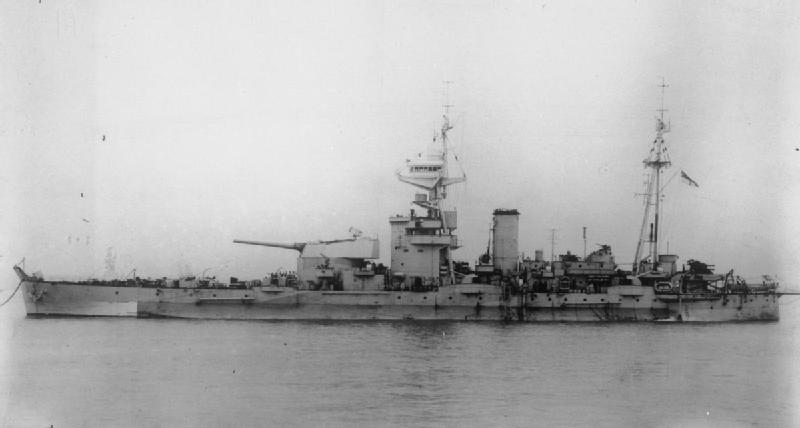
Der neue Monitor Roberts mit den Kanonen der Soult

1937 wurden die alten 102-mm-Geschütze ausgebaut. 1940 wurden die schweren 381-mm-Kanonen demontiert und 1941 in den neugebauten Monitor Roberts eingebaut. Der alte Monitor diente ab März 1940 als stationäre Basis für U-Jagd-Trawler in Portsmouth. Am 10. Juli 1946 wurden die Reste der Marshal Soult zum Abbruch verkauft, der dann Anfang August 1946 in Troon begann.